# Hydroptila coscaroni
Hydroptila coscaroni is een schietmot uit de familie Hydroptilidae. De soort komt voor in het Neotropisch gebied.